# Dacus haikouensis
Dacus haikouensis är en tvåvingeart som beskrevs av Wang och Chen 2002. Dacus haikouensis ingår i släktet Dacus och familjen borrflugor.
Artens utbredningsområde är Hainan (Kina). Inga underarter finns listade i Catalogue of Life.